# 赤い文化住宅の初子
『赤い文化住宅の初子』（あかいぶんかじゅうたくのはつこ）は、松田洋子の漫画作品。またそれを原作とする2007年製作の日本映画。監督はタナダユキ監督。

## あらすじ
広島県福山市をモデルとした地方都市を舞台に、母親を亡くし、父親が蒸発した古い文化住宅に、高校を中退した兄と共に住む15歳の少女初子の物語。
中学3年生の初子は、ラーメン屋でアルバイトをして家計を助け、同級生の三島に時々勉強を教えてもらいながら、二人で東高を目指す。テレビや電話がなく料金の滞納で電気を止められるほど困窮している初子の家にはお金がなく、工場で働く兄は初子の進学に反対している。
貧しい日常の中で、初子は無愛想で時に暴力的である兄に対して、決して不平をもらさない。初子が学校をドロップアウトしそうになりながらも経験するささやかなおしゃれや、あまりにもいじらしく胸がつまりそうな恋愛を、2004年に第29回ホリプロタレントスカウトキャラバン特別賞を受賞した東亜優が瑞々しく演じる。

## キャスト
- 東亜優 - 初子
- 塩谷瞬 - 克人（初子の兄）
- 佐野和真 - 三島（初子の交際相手）
- 坂井真紀 - 田尻（担任教師）
- 桐谷美玲 - 山口
- 鈴木慶一 - ラーメン屋店主
- 中村義洋 - 教師
- 諏訪太朗 ‐ 藤井先生
- 鈴木砂羽 - 爽子（初子の母）
- 三好杏依 - 初子（幼少）
- 浅田美代子 - 栄子
- 大杉漣 - 初子の父

## スタッフ
- 原作：松田洋子（『赤い文化住宅の初子』太田出版）
- 脚本：タナダユキ
- 監督：タナダユキ
- 音楽：豊田道倫
- 主題歌：UA 『Moor』
- 撮影監督：下元哲
- 編集：渡会清美
- 美術：石毛朗
- 録音：湯脇房雄
- 配給：スローラーナー
- 制作：ステアウェイ